# Satul lui Moș Crăciun

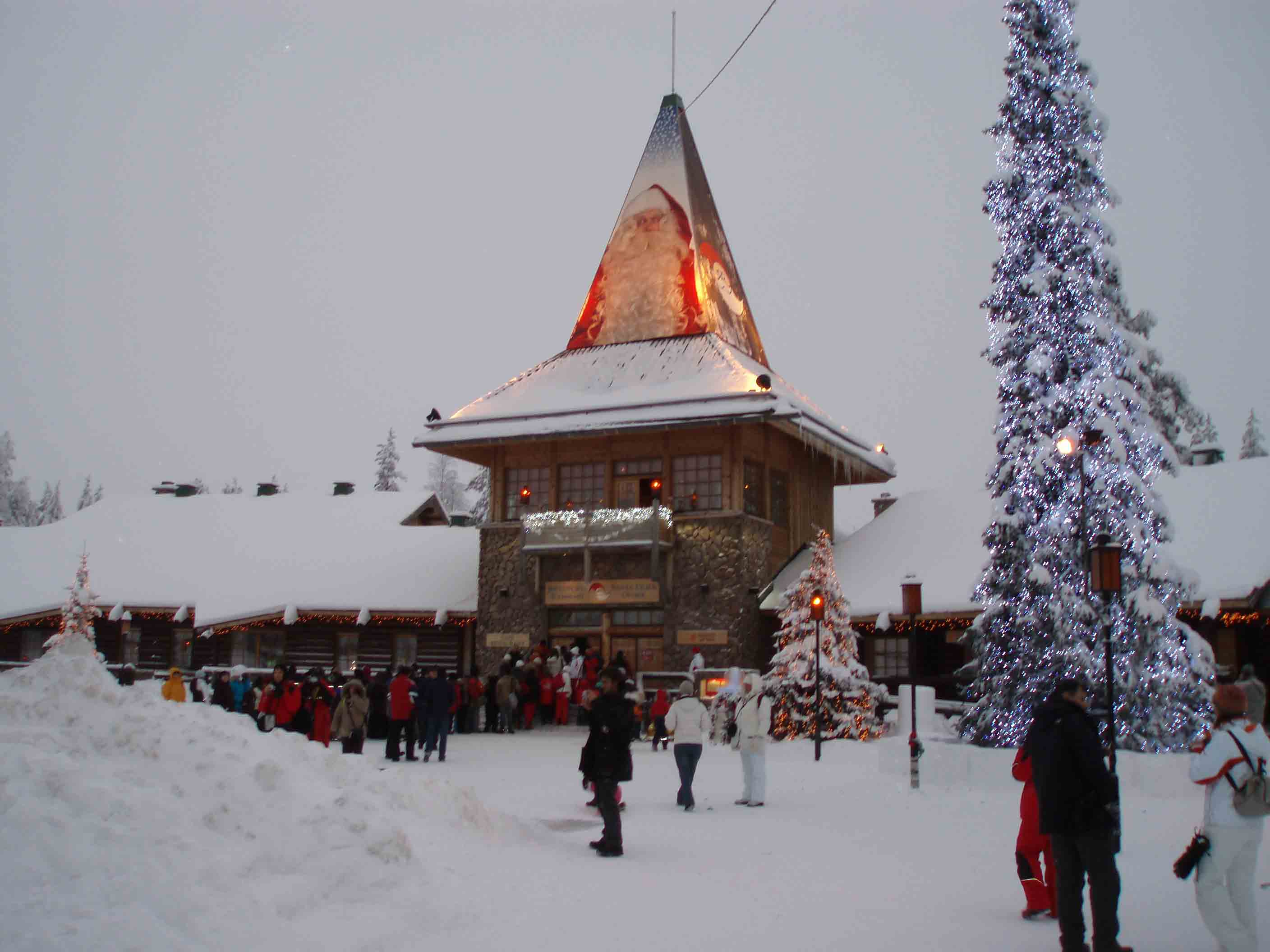

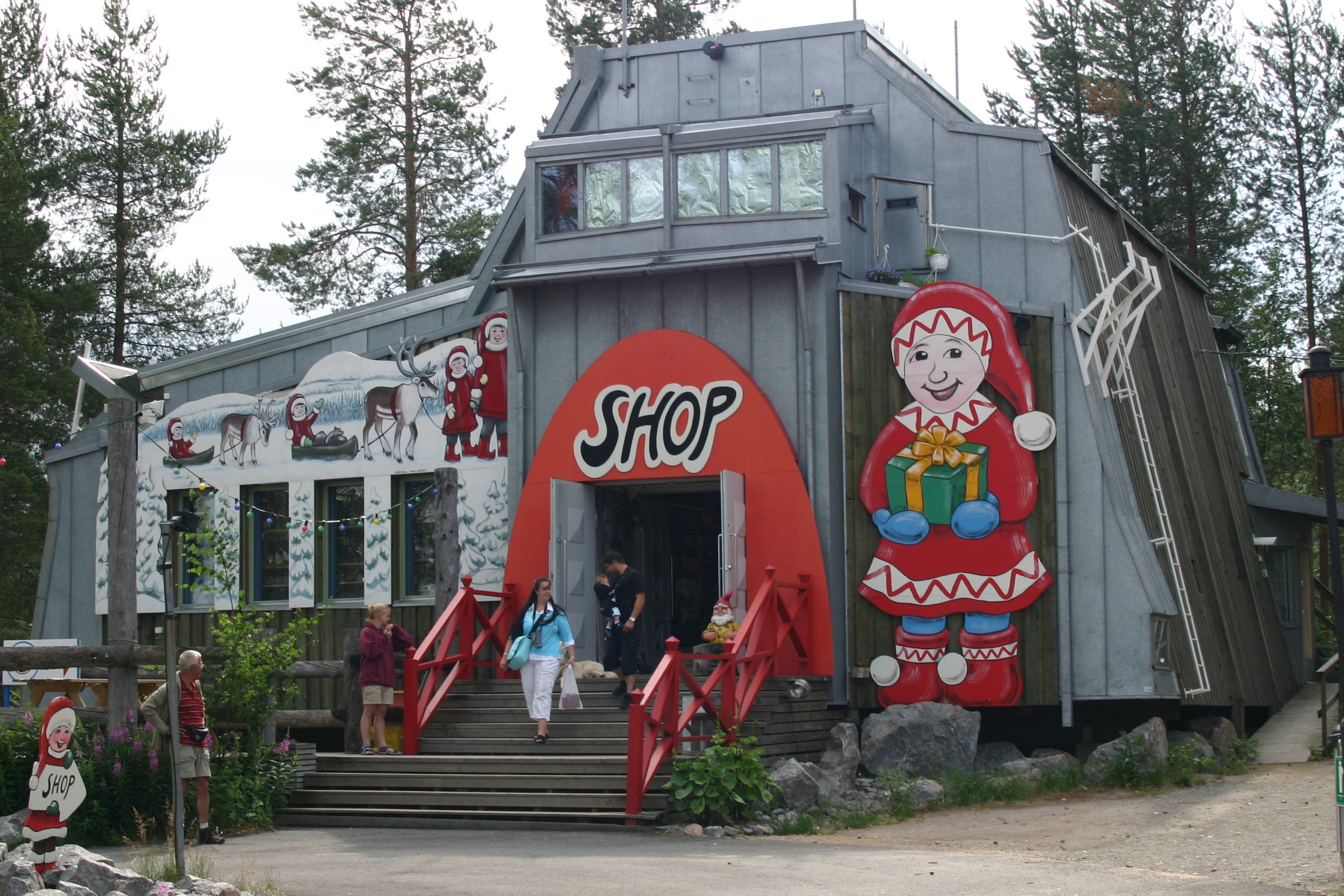

Santa Claus Village (Satul lui Moș Crăciun) este un parc de distracție în apropiere de Rovaniemi din regiunea Laponia, Finlanda.

## Localizare și transport
Satul lui Moș Crăciun este situat la aproximativ 8 km nord-est de Rovaniemi și la aproximativ 2 km de aeroportul din Rovaniemi.
Există un traseu de autobuz cu nr. 8 care circulă între Autogara Rovaniemi și Satul lui Moș Crăciun. Călătoria cu autobuzul durează aproximativ 30 de minute.

## Atracții
Parcul conține mai multe atracții:
- Cercul Arctic
- Oficiul Poștal al lui Moș Crăciun
- Biroul lui Moș Crăciun
- Numeroase magazine și restaurante[1]

## Vezi și
- Santa Park